# Matucana paucicostata
Matucana paucicostata är en kaktusväxtart som beskrevs av Friedrich Ritter. Matucana paucicostata ingår i släktet Matucana och familjen kaktusväxter. Inga underarter finns listade i Catalogue of Life.

## Bildgalleri

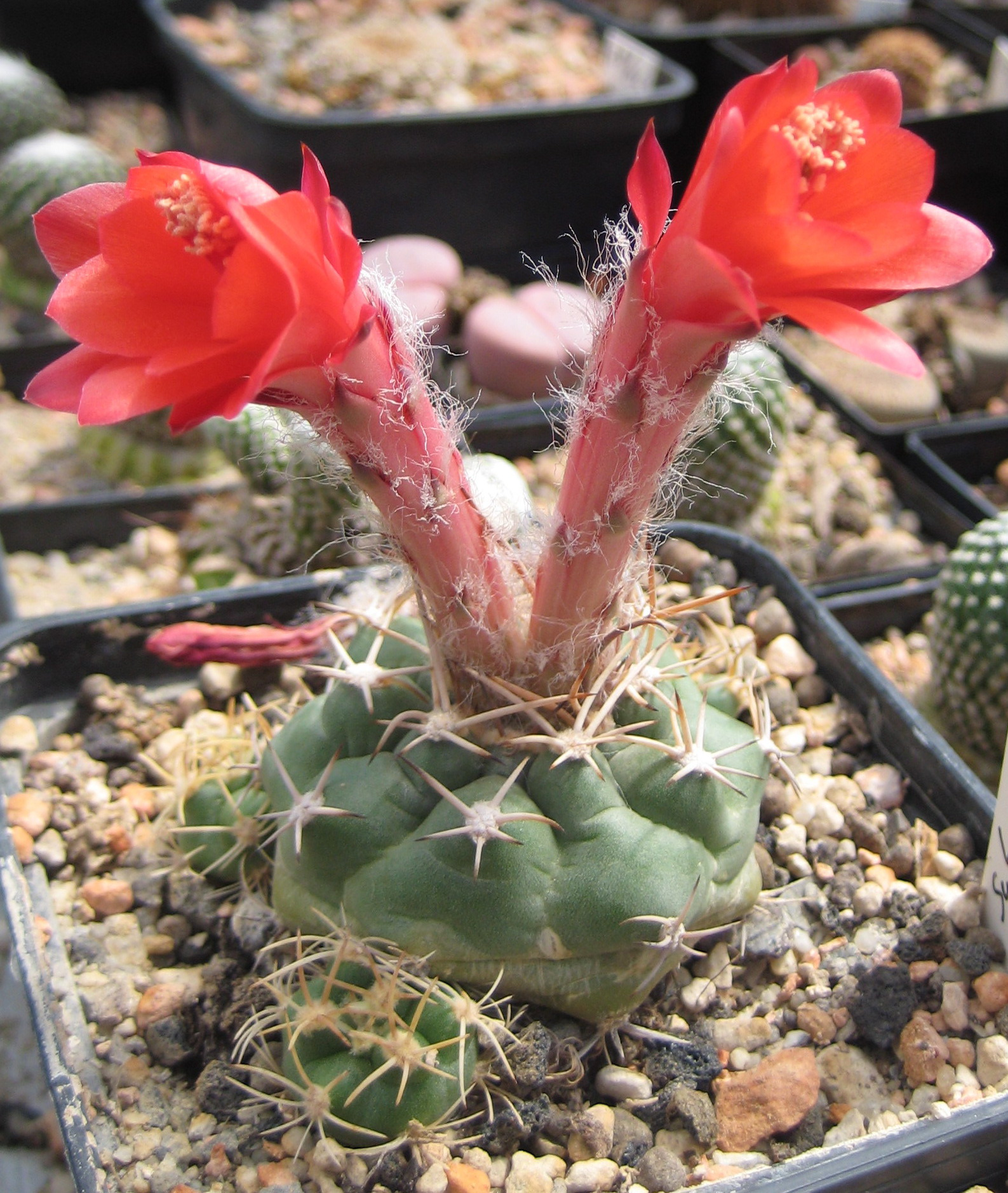